# کاجا جرینا
کاجا جرینا (انگلیسی: Kaja Jerina؛ زادهٔ ۱۱ سپتامبر ۱۹۹۲) بازیکن فوتبال اهل اسلوونی است.
از باشگاه‌هایی که در آن بازی کرده‌است می‌توان به اشاره کرد.
وی همچنین در تیم ملی فوتبال زنان اسلوونی بازی کرده‌است.